# Corrèze (departma)
Corrèze (oznaka 19) je departma v južni Franciji, imenovan po reki Corrèze, ki teče skozenj. Nahaja se v regiji Limousin.

## Zgodovina
Departma je bil ustanovljen v času francoske revolucije 4. marca 1790 iz dela nekdanje province Limousin.

## Geografija
Corrèze leži v južnem delu regije Nova Akvitanija. Na severu meji na departmaja Zgornjo Vienne in Creuse, na vzhodu na departmaja Puy-de-Dôme in Cantal, na jugu na departma Lot (regija Oksitanija), na zahodu pa meji na Dordogne (Nova Akvitanija).